# Abuso di potere (film 1992)
Abuso di potere (Unlawful Entry) è un film del  1992 diretto da Jonathan Kaplan, con Kurt Russell, Ray Liotta e Madeleine Stowe.

## Trama
I coniugi Michael e Karen Carr abitano in una bella casa in una grande città californiana, con tanto di piscina. La loro tranquillità è sconvolta quando, una notte, un ladro penetra nell'appartamento e, spaventato, minaccia Karen con un coltello prima di scomparire. Tra i poliziotti intervenuti  sul posto c'è Pete, che si dimostra subito amichevole e premuroso. I tre diventano in seguito molto amici e Pete, una sera, propone a Michael di fare un giro in pattuglia con lui. Quella sera i due rintracciano il ladro e Pete invita Michael a picchiarlo a sangue. Al rifiuto dell'uomo, il poliziotto si indispettisce. Pete diventa un'ossessiva presenza nella vita dei Carr e Michael tenta, invano, di allontanarlo.  L'uomo è morbosamente interessato e attratto da Karen e per arrivare a lei ostacola, mette nei guai e minaccia Michael che si ritrova bloccate le carte di credito, alcune multe da pagare per fatti mai commessi, la macchina sequestrata. Anche il collega di Pete si accorge dei problemi dell'uomo e lo avverte che se non desistera' dal suo comportamento ossessivo lo denuncerà ai  superiori. Pete, vedendosi in pericolo, lo uccide simulando un'aggressione con un ladruncolo. La sua follia lo spinge a nascondere della droga a casa di Michael, che viene arrestato e denunciato per spaccio di cocaina. In questo modo Pete, convinto che anche Karen sia interessata a lui,  pensa di potersi avvantaggiare cercando di stare vicino e consolare  la donna rimasta sola. Per fare ciò non si risparmia dal commettere un ulteriore omicidio: quello della migliore amica di Karen che si era trasferita a casa di quest'ultima per aiutarla in questo difficile momento. Karen, scoperta l'uccisione dell'amica e i veri scopi del poliziotto, tenta di assecondarlo per sottrargli la pistola. Ma l'arma è scarica e Pete infuriato la picchia e sta per violentarla. Nel frattempo l'amico avvocato di Michael riesce a riportare a casa l'uomo, dopo essersi impegnato pure la propria casa per trovare i soldi per pagargli la cauzione. Michael con uno stratagemma riesce a distrarre Pete e a liberare Karen. Mentre la coppia sta scappando, Pete li raggiunge e nasce una violenta colluttazione tra i due uomini, mentre Karen si rifugia in bagno. Ad un tratto la donna, temendo per la vita del marito, apre improvvisamente la  porta e colpisce violentemente  alla testa con un oggetto Pete, che precipita dalle scale. Il poliziotto sembra morto e mentre Michael e Karen cercano di riprendersi, l'uomo si rialza e fa per colpire Michael che, recuperata una pistola, spara uccidendo Pete. La coppia può ora abbracciarsi e sentirsi liberata dall'incubo.

## Accoglienza
Il film, uscito negli Stati Uniti il 26 giugno 1992, ha incassato 10.067.609 dollari nel weekend di apertura. Gli incassi totali hanno superato i 57 milioni negli Usa. Le riprese si sono svolte interamente a Los Angeles dal 25 ottobre 1991 al 5 febbraio 1992.
Ha ricevuto recensioni abbastanza positive da parte della critica, totalizzando un punteggio del 75% su Rotten Tomatoes.